# Ümmügülsüm Sadıqzadə

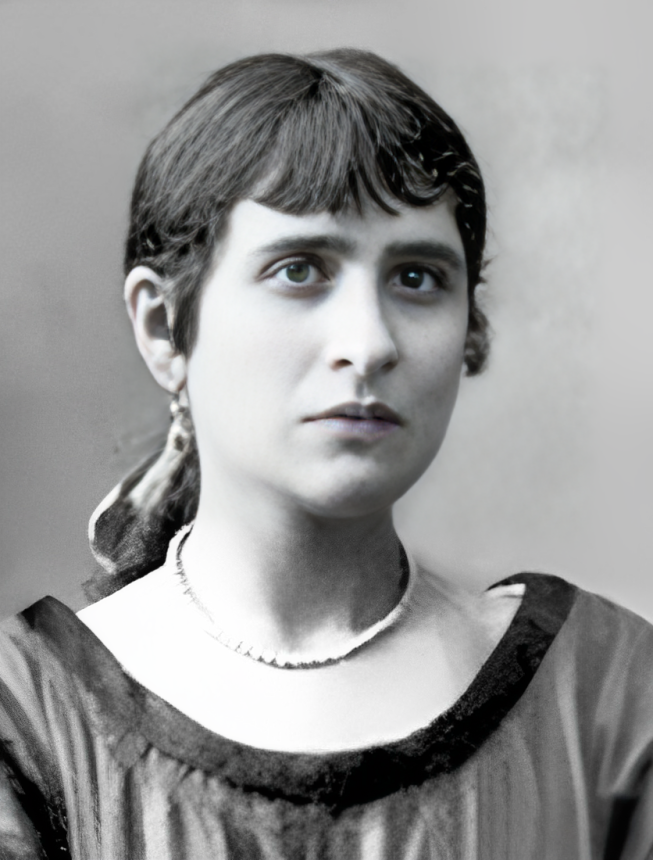
Ümmügülsüm

Ümmügülsüm (geb. 1899 in Novkhani; gest. im September 1944 in Şamaxı) war eine aserbaidschanische Dichterin und Opfer von Repressionen.
Sie war die Schwester von Mahammadali Rasulzade, einem der Gründer der Musavat-Partei, und die Cousine und Schwägerin von Mahammad Amin Rasulzade, der als Vorsitzender der Musavat-Partei und des Nationalrats der Demokratischen Republik Aserbaidschan fungierte.

## Leben
Ümmügülsüm Abdulaziz’ Tochter, 1899 im Dorf Novkhani in eine religiöse Familie geboren, lernte zu Hause von ihrem Vater Arabisch und Persisch.
Sie begann 1908 Gedichte zu schreiben. Ihre Gedichte und Geschichten wurden in Zeitungen und Zeitschriften wie Iqbal, Yeni Iqbal, Açıq söz, Qurtuluş, Dirilik, Məktəb, Qardaş köməyi, Azərbaycan und anderen veröffentlicht. 1914 wurden ihre Geschichten erstmals in der Presse veröffentlicht, und 1915 erhielt ihre Erzählung Solğun çiçək eine Auszeichnung in einem von der Zeitschrift Qurtuluş ausgeschriebenen Wettbewerb.
In den Jahren 1918–1920 schrieb sie im Zusammenhang mit der Gründung der Demokratischen Republik Aserbaidschan Gedichte wie Türk ordusuna, Ey türk oğlu!, Çəkil, dəf ol!, Əsgər anasına und Dərdli nəğmə, Yurdumuzun qəhrəmanlığına, Yollarını bəklədim. Nach der Besetzung im April schrieb sie die Gedichte Hicran und Bayrağım enərkən. Das Gedicht Bayrağım enərkən entstand im Zusammenhang mit der Entfernung der aserbaidschanischen Flagge vom Parlamentsgebäude am 3. Mai 1920. Diese Gedichte wurden in den 1920er und 1930er Jahren unter aserbaidschanischen politischen Emigranten in der Türkei weit verbreitet. Nach der Besetzung zog sie mit ihrer Familie nach Khizi.
Als ihr Ehemann Seyid Hüseyin 1937 verhaftet wurde, wurde auch Ümmügülsüm als Ehefrau eines „Volksfeindes“ inhaftiert. Ihre Wohnung wurde durchsucht und ihr Eigentum beschlagnahmt. Während ihrer Haft wurden ihre Schriften verboten. Während ihrer Zeit im Bayil-Gefängnis schrieb sie eine Abhandlung mit dem Titel Qala xatirələrim. Nachdem sie mehrere Monate im Bayil-Gefängnis festgehalten worden war, wurde sie zu acht Jahren Gefängnis verurteilt und in das Arbeitslager Temlag in der Autonomen Sozialistischen Sowjetrepublik Mordwinien geschickt.
1943 beantragte Ümmügülsüm beim Volkskommissariat für innere Angelegenheiten der UdSSR ihre Freilassung. Im April 1944 wurde sie aus dem Gefängnis entlassen. Nachdem sie einige Tage in Baku gelebt hatte, durfte sie sich nicht in der Stadt aufhalten und zog nach Şamaxı. Sie lebte einige Monate in Şamaxı und starb im September 1944 im Alter von 45 Jahren. Sie wurde auf dem Shakhendan-Friedhof beigesetzt.

## Familie
Sie war die Schwester von Mahammadali Rasulzade, einem der Gründer der Musavat-Partei, und die Cousine und Schwägerin von Mahammad Amin Rasulzade, der als Vorsitzender der Musavat-Partei und des Nationalrats der Demokratischen Republik Aserbaidschan fungierte.
1916 lernte sie den Schriftsteller Seyid Hüseyin bei der Uraufführung von Jalil Mammadguluzadehs Stück Ölülər im Tagiyev-Theater kennen. Sie heirateten später im Jahr 1920.
Aus dieser Ehe stammte eine Tochter, Gumral Sadigzade, die Schriftstellerin wurde, und drei Söhne, Ogtay und Toghrul, die Maler wurden. Der jüngste Sohn, Chıghatay, diente im Ingenieurbataillon, erlag jedoch tragischerweise einer schweren Form der Tuberkulose aufgrund seiner Arbeit unter harten Bedingungen. Er starb im Alter von 24 Jahren. Ogtay Sadigzade gilt als Volksmaler der Republik Aserbaidschan.

## Erinnerung
Ihre Tochter, Gumral Sadigzade, widmete Ümmügülsüm im zweiten Teil des Buches einen bedeutenden Teil ihres Romans Son mənzili Xəzər oldu.
Am 18. Dezember 2022 wurde in der Kunstgalerie „Baku“ eine Ausstellung mit dem Titel „Çəmən ayrısı“ eröffnet, die dem Andenken an Ümmügülsüm Sadigzade gewidmet ist.